# Santa Maria la Rodona (Illa)

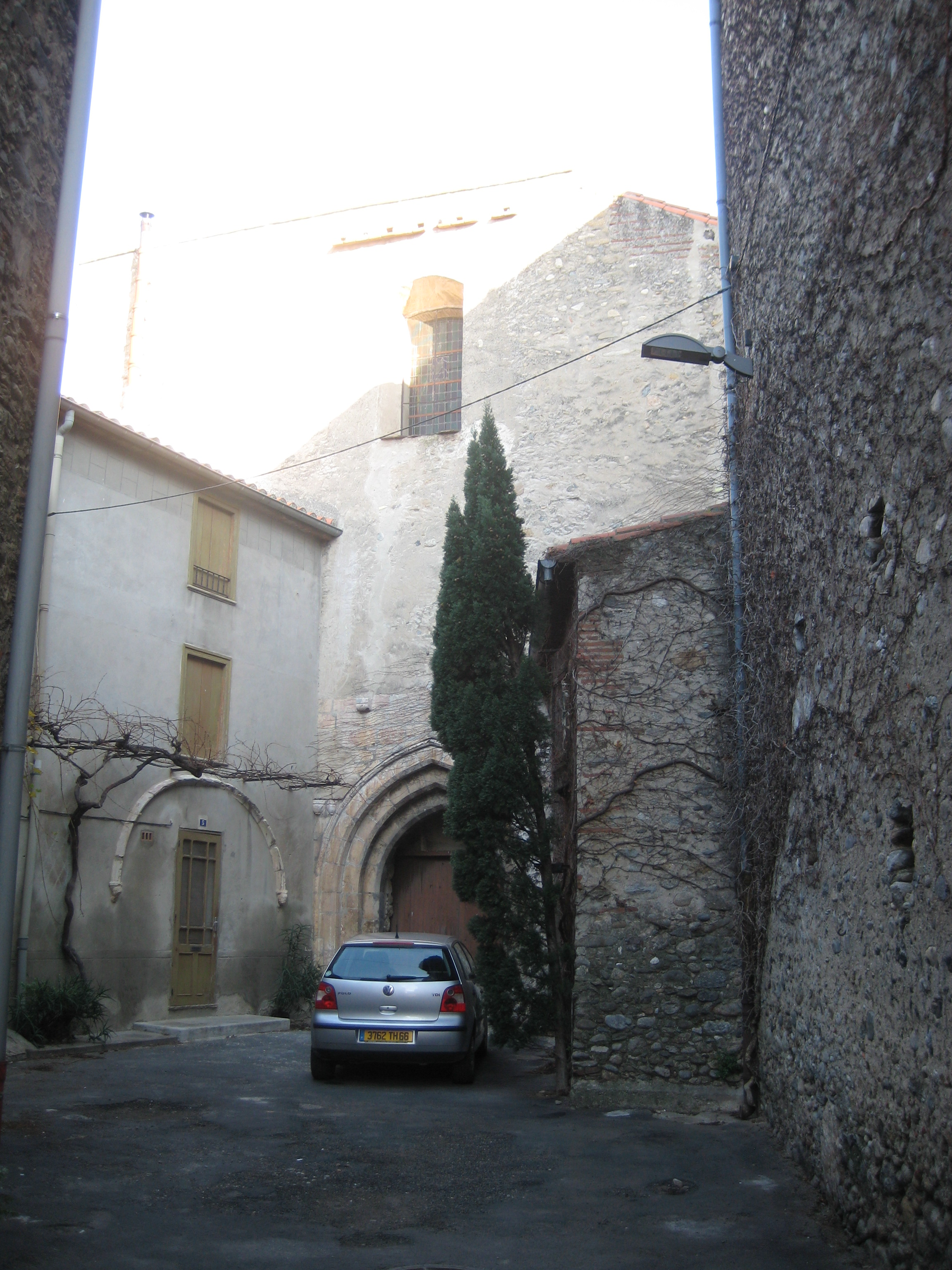
L'església de Santa Maria la Rodona

Santa Maria la Rodona és l'antiga església parroquial principal de la vila nord-catalana d'Illa, a la comuna del mateix nom, de la comarca del Rosselló.
Està situada a l'extrem nord-est de la vila d'Illa del Riberal. No es coneix cap motiu que justifiqui el nom d'aquesta església.

## Història
La primera notícia d'aquesta església, possiblement primera parròquia d'Illa, és del 1173, moment en què Baró, un prohom local, deixà en testament la disposició que hi fos enterrat. Fins a la Revolució Francesa conservà la categoria de parroquial, al costat de Sant Esteve del Pedreguet.

## L'edifici
És una església romànica de nau única, amb capçalera a llevant. L'absis és poligonal, ja que presenta set cares (les altres cinc per a formar el dodecàedre) corresponen a l'obertura de la nau). Tot l'absis és fet de pedres tallades grosses, ben escairades, i apareix coronat per un fris d'arcades llombardes, amb mènsules esculpides figurant cares humanes quasi totes. Té dues finestres de doble esqueixada. A l'extrem de ponent de la nau hi ha una tribuna del segle xv, mentre que la resta d'obra és del primer quart del XIII, i estava integrada en el recinte fortificat de la vila. Al costat nord de la capçalera hi ha la base d'una torre campanar quadrada.
A l'oest hi ha un portal apuntat, ja gòtic. El portal principal, que era a migdia, era de marbre rosa, del segle xiii, que en temps de Napoleó III fou arrencat i dut a l'església nova de Sant Pere de Corbera. Hi havia hagut claustre, actualment del tot desaparegut, construït també en marbre rosa de Bulaternera o de Vilafranca de Conflent, de l'estil del del monestir de Sant Genís de Fontanes, que es pot datar a finals del segle xiii o començaments del XIV.